# Isée
Isée (en grec ancien Ἰσαῖος / Isaĩos, v. -420 – v. -340) est l'un des dix orateurs attiques.

## Biographie
Son activité se situe aux alentours de -400, mais ni Plutarque ni Denys d'Halicarnasse (qui d'ailleurs parlent de lui avec détails) n'indiquent les dates de sa naissance et de sa mort. On croit qu'il était né à Chalcis, probablement dans l'île d'Eubée ; mais Pope Blount l’appelle Assyrius, lui donnant pour patrie Chalcide en Syrie[réf. nécessaire]. Après avoir mené une jeunesse assez dissipée, Isée devint ensuite d'une tempérance exemplaire. Formé à l'éloquence par Lysias et Isocrate, il ouvrit lui-même dans Athènes une école qui eut le plus grand succès, et la tradition veut qu'il fut le premier qui donna des noms aux différentes figures de rhétorique. Son style a beaucoup de rapport avec celui de Lysias. Il est simple, élégant, mais rempli de force, de manière qu'il en devint proverbial : Isaeo torrentior, dit Juvénal (III, 74). On croit que c'est en raison de cette véhémence que Démosthène le prit pour maître, de préférence à Isocrate. Le maître ne tarda pas à s'apercevoir combien un tel disciple pouvait lui faire d'honneur : il quitta son école pour donner des soins particuliers à Démosthène ; et l'on croit même qu'il prit part aux plaidoyers de celui-ci contre ses tuteurs. Le disciple ne fut pas ingrat, et donna deux mille drachmes à son maître. Isée brillait surtout par la justesse de sa dialectique ; et quelques-uns le trouvent supérieur même à Démosthène pour l'éloquence du barreau. Aussi tous ses discours qui nous sont parvenus ne sont que des plaidoyers. Denys d'Halicarnasse lui reprochait d'être rusé, insidieux, et de chercher à tromper ses auditeurs.

## Œuvre
Nous possédons onze discours d’Isée, qui traitent tous d'affaires d'héritage. Denys d'Halicarnasse cite partiellement un douzième, intitulé Contre Éphilétos, et les titres d'une quarantaine d'œuvres nous sont également parvenus, qui traitent de différentes affaires et non seulement d'héritages. Ce hiatus entre son corpus effectif et le corpus que nous avons s'explique probablement par l'habitude alexandrine de regrouper les discours par thèmes.
Isée était réputé de son vivant pour être manipulateur et procédurier, exploitant les zones d'ombre du droit athénien pour gagner des affaires douteuses. De fait, ses discours sont remarquables par leur volonté d'efficacité, privilégiant l'argumentation solide au brillant ou à l'ampleur du style. Ces discours restent l’un des rares témoignages directs sur le droit athénien, les voici :
1. Sur l’héritage de Cléonyme
2. Sur l’héritage de Ménèclès
3. Sur l’héritage de Pyrrhos
4. Sur l’héritage de Nicostratos
5. Sur l’héritage de Dikaiogénès
6. Sur l’héritage de Philoctémon
7. Sur l’héritage d’Apollodore
8. Sur l’héritage de Chiron
9. Sur l’héritage d’Astyphilos
10. Sur l’héritage d’Aristarque
11. Sur l’héritage d’Hagnias
12. Défense d’Euphilétos